# Jacques és Berthe Lipchitz portréja
Jacques és Berthe Lipchitz portréját Amedeo Modigliani festette, a kép az Art Institute of Chicago gyűjteményének része.

## Keletkezése
Jacques Lipchitz litvániai születésű szobrász 1916-ban kérte fel Modiglianit Párizsban, hogy házasságkötése alkalmából készítsen egy kettős portrét róla és feleségéről, Berthe Kitrosser orosz származású költőről. Lipchitz ezzel a megbízással próbált segíteni a nehéz anyagi helyzetbe került barátján. Modigliani életművében mindössze  három kettős portré szerepel.
Lipchitz elmondása szerint a kép mindössze két nap alatt készült el. Modigliani az első napon nagyjából húsz rajzot készített, majd másnap közölte, hogy a kép elkészült. Lipchitz ülésenként tíz frankot és egy kis alkoholt adott a festőnek. Miután elkészült a festmény, Lipchitz rábeszélte Modiglianit, hogy dolgozzon még a képen két további héten át, így juttatva őt újabb bevételhez. A mű olajfestékkel készült vászonra, mérete 81,3 × 54,3 centiméter. Az alkotást Frederick C. and Helen Birch Bartlett ajándékozta a chicagói szépművészeti gyűjteménynek 1926-ban.